# Холостой цикл
Холостой цикл (также «холостое ожидание», англ. busy waiting) — реализация ожидания в компьютерной программе, в котором проверка определённого условия осуществляется в бесконечном цикле. Выход из бесконечного цикла происходит только при удовлетворении проверяемого условия.
Также холостой цикл может использоваться для создания произвольной задержки выполнения программы.
В большинстве случаев холостой цикл считается антипаттерном, которого нужно избегать путём реорганизации кода или использование иного подхода к разработке (асинхронное выполнение, событийно-ориентированное программирование и т. п.).

## Пример реализации на Си
Во фрагменте кода ниже один из потоков ожидает значения 0 в переменной i и только после этого продолжает исполнение: 
```
#
 
include
 
<pthread.h>

#
 
include
 
<stdatomic.h>

#
 
include
 
<stdio.h>

#
 
include
 
<stdlib.h>

#
 
include
 
<unistd.h>

/* i это глобальная переменная, поэтому она "видна" всем функциям. 

 * Это заставляет применять специальный тип atomic_int, который

 * использует атомарный доступ к памяти

 */

atomic_int
 
i
 
=
 
0
;

/* фукнция f1 использует блокировку циклом, ожидая пока i не изменит значение на ненулевое. */

static
 
void
 
*
f1
(
void
 
*
p
)

{

    
int
 
local_i
;

	
/* Атомарно загружается текущее значение i в локальную переменную local_i и 

	проверяется, что она равна нулю */

    
while
 
((
local_i
 
=
 
atomic_load
(
&
i
))
 
==
 
0
)
 
{

        
/* ничего не делаем, только раз за разом проверяем значение переменной... */

    
}

    
printf
(
"значение i изменилось на %d.
\n
"
,
 
local_i
);

    
return
 
NULL
;

}

static
 
void
 
*
f2
(
void
 
*
p
)

{

    
int
 
local_i
 
=
 
99
;

    
sleep
(
10
);
   
/* ожидание 10 секунд. */

    
atomic_store
(
&
i
,
 
local_i
);

    
printf
(
"t2 изменила значение i на %d.
\n
"
,
 
local_i
);

    
return
 
NULL
;

}

int
 
main
()

{

    
int
 
rc
;

    
pthread_t
 
t1
,
 
t2
;

    
rc
 
=
 
pthread_create
(
&
t1
,
 
NULL
,
 
f1
,
 
NULL
);

    
if
 
(
rc
 
!=
 
0
)
 
{

        
fprintf
(
stderr
,
 
"Ошибка в pthread f1
\n
"
);

        
return
 
EXIT_FAILURE
;

    
}

    
rc
 
=
 
pthread_create
(
&
t2
,
 
NULL
,
 
f2
,
 
NULL
);

    
if
 
(
rc
 
!=
 
0
)
 
{

        
fprintf
(
stderr
,
 
"Ошибка в f2 failed
\n
"
);

        
return
 
EXIT_FAILURE
;

    
}

    
pthread_join
(
t1
,
 
NULL
);

    
pthread_join
(
t2
,
 
NULL
);

    
puts
(
"Все pthread завершились."
);

    
return
 
0
;

}

```

## Примеры реализации на Java
Данная реализации использует обращение к методу Thread.sleep() в цикле, что позволяет приостановить исполнение потока на заданное количество миллисекунд:
```
long
 
delay
 
=
 
1L
;
 
// время в миллескундах

volatile
 
boolean
 
waitForEvent
 
=
 
true
;
 
// значение выставляется из других потоков

while
 
(
waitForEvent
)
 
{

  
Thread
.
sleep
(
delay
);

}

```

При этом планировщик отдаёт вычислительные ресурсы другим потокам, из-за чего «усыпление» и «побудка» потока являются дорогостоящими операциями. Другим недостатком данного способа является необходимость обработки исключения, а также невозможность приостановить поток менее чем на 1 миллисекунду. Начиная с Java 9 появился метод Thread.onSpinWait(), который позволяет реализовать непродолжительное ожидание без приостановки потока:
```
volatile
 
boolean
 
waitForEvent
 
=
 
true
;
 
// значение выставляется из других потоков

while
 
(
waitForEvent
)
 
{

  
Thread
.
onSpinWait
();

}

```

Преимуществом данного подхода является возможность мгновенно прервать ожидание и продолжить выполнение.

## Низкоуровневое применение
Одним из подвидов холостого ожидания является спин-блокировка.
В низкоуровневом программировании холостые циклы находят более широкое применение. На практике прерывание не всегда желательно для некоторых аппаратных устройств. Например, при необходимости записи некоторой контрольной информации в устройство и получения отклика об итогах записи разработчик может обратится к функции задержки на уровне ОС, однако её вызов может потребовать больше времени, поэтому используется цикл активного ожидания.